# Erik Åkerberg (tonsättare)
Carl Erik Emanuel Åkerberg, född 19 januari 1860 i Hedvig Eleonora församling, Stockholm, död 20 januari 1938, var en svensk tonsättare, organist och dirigent.

## Biografi
Åkerberg föddes 19 januari 1860 i Hedvig Eleonora församling, Stockholm. Han var son till handelsbokhållaren Johan Erik Åkerberg och Sofia Carolina Charlotta Wallenstråle. Åkerberg blev 1880 student vid Uppsala universitet och året därpå student vid Stockholms musikkonservatorium. 1883 tog han organistexamen vid konservatoriet och studerade sedan fram till 1886 komposition och instrumentation för Joseph Dente. Åkerberg studerade sedan fram till 1888 för César Franck i Paris.

### Arbetsplatser
År 1888–1900 var han repetitör vid Kungliga operan, efter August Edgren. 1894 anställdes han som musiklärare vid Högre latinläroverket, 1897 blev han sånglärare vid Stockholms borgarskola och 1896 blev han lärare i musikteori vid Richard Anderssons musikskola.
Han var från 1889 kantor vid Tyska S:ta Gertruds församling och från 1890 organist vid mosaiska församlingen.

### Körer och orkestrar
Åkerberg var kormästare i Musikföreningen och körledare för Stockholms allmänna sångförening, samt Typografiska föreningens sångkör (Bellmanskören). År 1889–1895 var han körledare för Typografiska föreningens sångkör varifrån han fick sparken 1895. Han tog då med sig merparten av sångarna och formade Bellmanskören. 1890 blev han körledare för Par Bricoles sångkör och 1891 körledare för Nya sångsällskapet. Mellan 1900 och 1903 var han kapellmästare för Filharmoniska sällskapet och från 1903 körledare för Ceciliakören. Sistnämnda år var han även solist i kören Thalias tjänare.
Han var koralintendent (dirigent) i Par Bricole från 1907.[källa behövs]

### Utmärkelser
Åkerberg invaldes som ledamot nummer 503 av Kungliga Musikaliska Akademien den 13 december 1900. Han mottog Litteris et Artibus 1894.

### Familj
Åkerberg gifte sig 1893 med Olga Elisabet Lindhagen. Hon var dotter till professor Georg Lindhagen.

## Musikverk
- Turandot, opera (1907)
- Foran Sydens kloster (1883).[10]
- Prinsessan och svennen (1888).[10]
- Till aftonstjernan (1889).[10]

### Orkester
- Symfoni i e-moll.

### Kammarmusik
- Pianokvintett i a-moll, opus 18, för 2 violiner, altfiol, cello och piano.
- Sonat i a-moll för altfiol och piano, tillägnad Frohwald Erdtel.
- Sonat i e-moll för violin och piano.
- Från skog och fjärd, Sommarminnen, opus 37, för violin och piano.

1. I sommarkväll.
2. På säterstig.
3. På vågen.

- Tre miniaturer för violin och piano, opus 8. Tillägnad konsertmästaren Johan Lindberg.

1. Barcarole.
2. Humoresk.
3. Melodi.

### Piano
- Saknad
- Sarabande

### Orgel
- Preludium och Fuga för orgel, tillägnad Otto Olsson.

### Körverk
- Du har sörjit, lilla vän (svensk folkvisa) för blandad kör (SATB). Verket är tillägnat sångsällskapet O. D.
- Oho! Vad är det som flänger så vilt för blandad kör (SATB). Texten är skriven av Gustaf Fröding.
- Si, jänta ho vardt mi för manskör (TTBB). Texten är skriven av Mfbg och verket är tillägnat Bellmanskören.
- Sjung, sjung, sorlande bäck för manskör (TTBB). Texten är skriven av Ernst Wallmark.
- Till Valborgsmässafton för manskör (TTBB). Texten är skriven av M. Landahl.
- Du har sörjit lilla vän (svensk folkvisa) för manskör (TTBB). Verket är tillägnat sångsällskapet O. D.
- Skattesökaren sjunger för manskör (TTBB). Texten är skriven av Jacob Tegengren.
- Stillhet Nu hviskar vinden som en vilsen längans sus för manskör (TTBB). Texten är skriven av Bengt E. Nyström och verket är tillägnat Bellmanskören.

### Solosång
- Du Blomst i Dug för mezzosopran och piano. Texten är skriven av P. J. Jacobssén och verket är tillägnat Emilia Spångberg.